# Badak Bejuang
Badak Bejuang is een bestuurslaag in het regentschap Tebing Tinggi van de provincie Noord-Sumatra, Indonesië. Badak Bejuang telt 3003 inwoners (volkstelling 2010).